# Le Justicier du Sud
Pour plus de détails, voir Fiche technique et Distribution.
Le Justicier du Sud (titre original : Giurò... e li uccise ad uno ad uno... Piluk il timido) est un western italien réalisé par Guido Celano en 1968.

## Synopsis
Un shérif tente de rétablir seul l'ordre dans une ville face à une bande des Mason.

## Distribution
- Edmund Purdom : shérif Roger Brown
- Peter Holden : Albert
- Micaela Pignatelli : Margaret
- Bruno Piergentili : Sebastian Mason
- Livio Lorenzon : Burt Lucas
- Luigi Barbieri : Piluk
- Giovanni Ivan Scratuglia : Lucius Reed